# 拉帕揚區
拉帕揚區（西班牙語：Distrito de Rapayán），是秘魯的一個區，位於該國北部安卡什大區的瓦里省，始建於1952年9月16日，面積143.34平方公里，海拔高度3,238米，2005年人口1,742，人口密度為每平方公里12人。